# 麻木卡盘
《麻木卡盘》（英語：Numb Chucks）是一套由托德·考夫曼和乔伊·肖创作的加拿大动画喜剧系列，于2014年7月1日至2016年12月1日在YTV播出。

## 外部鏈接
- 官方网站
- 互联网电影数据库（IMDb）上《麻木卡盘》的资料（英文）
- 大卡通上《Numb Chucks 》的資料